# As de Trèfle
Pour les articles homonymes, voir As de trèfle (homonymie).
L'As de Trèfle est la marque de l'entreprise Grieshaber et Cie spécialisée dans le papier. Cela va du papier pour WC aux papiers pour photographes. La marque est bien connue de tous les amateurs de cartes postales anciennes et de vieilles photographies. Le logo est un trèfle à trois feuilles. C'est une des marques les plus connues de plaques photographiques,.

## Histoire
La première usine construite à Saint-Maur-des-Fossés est installée au 5 rue Mahieu, à proximité de la maison de Jean-Baptiste Grieshaber, le fondateur de l'entreprise en 1880. C'est Edouard Grieshaber (1872-1951), le fils de Jean-Baptiste, qui succède à son père et développe considérablement l'entreprise. Édouard est membre de la société française de photographie et n'hésite pas à envoyer des échantillons de ses produits aux différentes sociétés de photographies françaises. Le succès est au rendez-vous et les locaux d'origine ne suffisent plus pour répondre à la demande. Par conséquent, en 1925, l'entreprise déménage non loin de là sur un vaste terrain (qui est ensuite racheté par Essilor) au 57 avenue de Condé. La nouvelle usine comprend des laboratoires en tout genre (clairs et obscurs) des salles de préparation des supports, des salles d'étendages, des séchoirs, des ateliers pour cartons et pochettes, des réserves de matières premières sans oublier les vestiaires, magasins de stockage, lavabos, bureaux, etc. Conservant son sens de la réclame, Édouard Grieshaber invite régulièrement des correspondants de journaux spécialisés à visiter son usine.
À l'époque, l'usine fabrique des plaques photographiques négatives, positives, divers papier développement pour tirage direct ou cartes postales sans oublier tous les produits indispensables pour le développement des clichés (révélateurs, renforçateur, faiblisseur, virage…).
En 1943, les Francs-Tireurs et Partisans Français détruisent l'usine car celle-ci fabrique des plaques utilisées par les Allemands pour les photographies aériennes. L'usine rouvre ses portes cependant après la guerre et fonctionne jusqu'en 1956, date à laquelle elle est rachetée par Essilor. Le site Essilor fonctionne jusqu'en 2014.

## Appareils photographiques

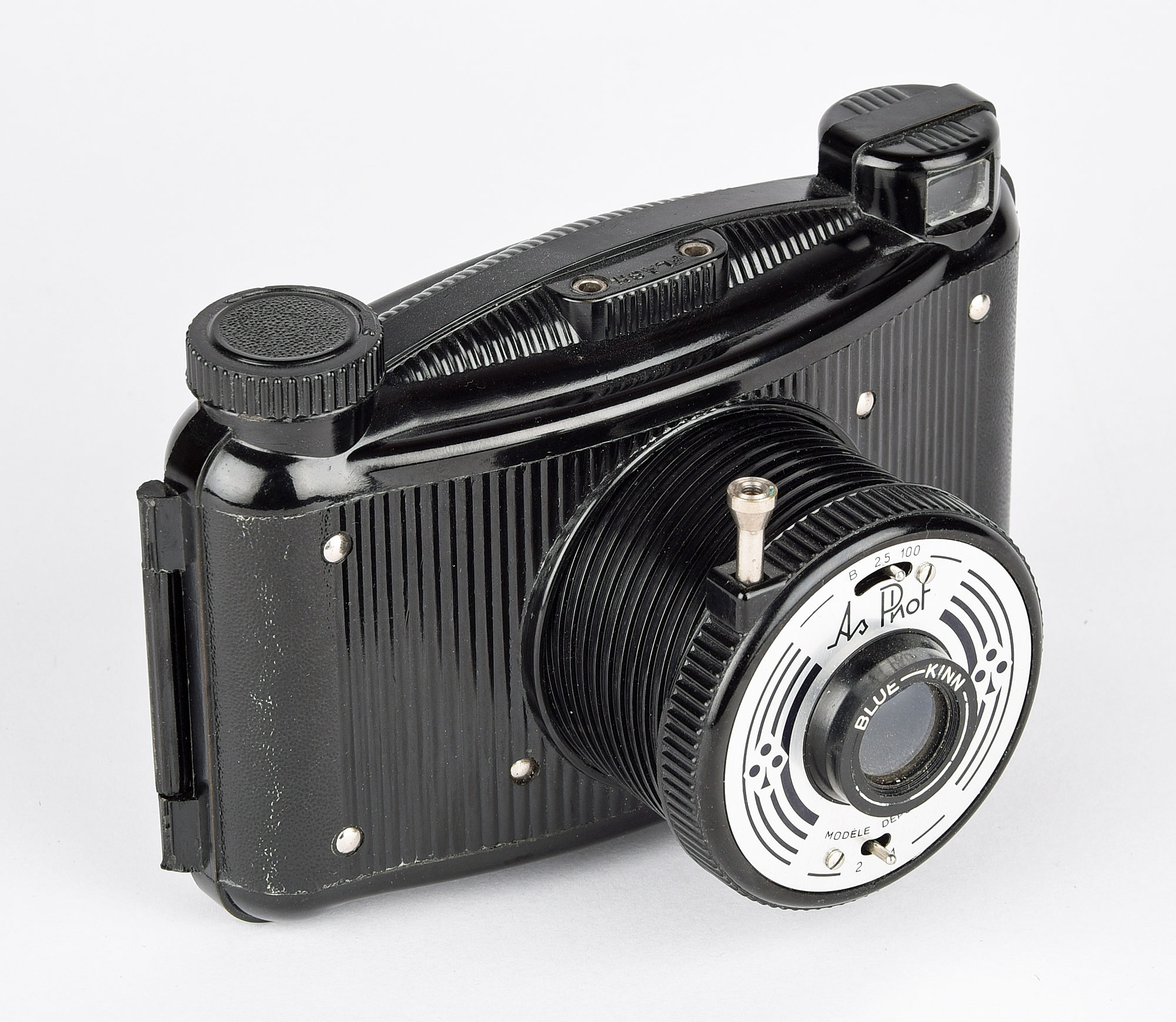
AS Phot de chez As de Trèfle.

Comme beaucoup de fabricants de supports photographique As de Trèfle a commercialisé des appareils sous sa marque mais n'en a fabriqué aucun.
- 1933 Celas. 6 × 9 cm sur rouleau 120. C'est un appareil fabriqué par la marque allemande Foth (le Fothspring) avec un objectif de provenance inconnue[9].
- ~1950 AS Box . Box pour débutant probablement fabriqué par Mécaoptic[10].
- 1953 AS Phot. 6 × 9 en Bakélite. Initialement produit sous le nom de Gevabox par Gevaert associé à Kinax le modèle est cédé à As de Trèfle[11],[12].